# Hipersensibilitat
La hipersensibilitat és una resposta immunitària que ataca els teixits propis del cos. Es classifica en quatre tipus (I-IV) segons els mecanismes implicats i el curs temporal de la reacció que provoca.
Un exemple d'una malaltia que pot donar hipersensibilitat sensorial de naturalesa no immunològica és l'encefalopatia espongiforme bovina.

## Hipersensibilitat de tipus I
És una reacció immediata o anafilàctica, sovint associada amb les al·lèrgies. Els seus símptomes van des de lleus molèsties al xoc i pot ser fatal en alguns casos. La hipersensibilitat de tipus I és mitjançada per la IgE alliberada per les cèl·lules plasmàtiques i provoca la desgranulació dels mastòcits i dels basòfils. És característica de la reacció al·lèrgica aguda a les penicil·lines o a determinats aliments, la urticària i l'angioedema, per exemple.

## Hipersensibilitat de tipus II
Es produeix quan els anticossos s'uneixen a antígens de les cèl·lules pròpies del pacient, marcant-les per ser destruïdes. També rep el nom d'hipersensibilitat anticòs-dependent (o citotòxica), i és mitjançada pels anticossos IgG i IgM. Està involucrada en la patogènesi del pèmfig vulgar, la síndrome de Goodpasture, la vasculitis associada als anticossos anticitoplasma de neutròfils, l'anèmia hemolítica autoimmunitària la malaltia hemolítica del fetus i del nounat o la miastènia greu.

## Hipersensibilitat de tipus III
Els immunocomplexes (agrupacions d'antígens, proteïnes del complement i anticossos IgG i IgM) dipositats en diversos teixits desperten reaccions d'hipersensibilitat de tipus III. Entre les malalties més comunes relacionades amb aquesta forma d'hipersensibilitat figuren l'artritis reumatoide, la pneumonitis per exposició a partícules òrganiques anomenada "pulmó de granger", la glomerulonefritis postinfecciosa, el lupus eritematós sistèmic, la vasculitis leucocitoclàstica o la malaltia del sèrum. La reacció d'Arthus, la qual apareix molt eventualment després de l'administració de certes vacunes, és una hipersensibilitat de tipus III.

## Hipersensibilitat de tipus IV
La hipersensibilitat de tipus IV (també coneguda com a hipersensibilitat cel·lular o hipersensibilitat retardada) sol trigar entre dos i tres dies a desenvolupar-se. Les reaccions de tipus IV es produeixen sovint com a conseqüència de moltes malalties autoimmunitàries i infeccioses, però també poden estar relacionades amb l'administració de diversos fàrmacs, la pràctica de tatuatges fets a base de henna barrejada amb el colorant parafenilendiamina o manifestar-se com una dermatitis de contacte (a Toxicodendron radicans i altres espècies similars, per exemple). Aquestes reaccions estan mediades pels limfòcits T, els monòcits i els macròfags. La prova de la tuberculina té la seva base científica en una reacció d'hipersensibilitat retardada cutània.